# Louis de Cormontaigne
Louis de Cormontaigne, född 1696 i Strasbourg, död den 20 oktober 1752 i Metz, var en fransk ingenjörsgeneral.
Cormontaigne inträdde 1713 i militärtjänst och ägnade sig från 1715 åt ingenjörsyrket. Han deltog i ett flertal fälttåg samt ledde 1734 och 1744 flera belägringar. Cormontaigne, som var Sébastien Le Prestre de Vaubans närmaste efterföljare inom den franska befästningskonsten och förbättrade hans system, blev ryktbar genom de av honom byggda kronverken Bellecroix och Moselle vid Metz och Yuts vid Thionville.